# Charter Arms
Charter Arms Co. — американский производитель револьверов. Первоначально компания производила револьверы под патроны .22 Long Rifle, .22 Winchester Magnum, .32 Long, .32 H&R Magnum, .327 Federal Magnum, .357 Magnum, .38 Special, .41 Remington Magnum, .44 Special и .45 Colt. Самыми известными револьверами, выпущенными Charter Arms, являются .44 Special Bulldog и .38 Special Bulldog Pug.

## История
Компанию основал в 1964 году молодой конструктор-оружейник Дуглас Мак-Кленахан, ранее работавший в компаниях Colt, High Standard и Sturm, Ruger & Co. Первым пистолетом компании стал пятизарядный револьвер «The Undercover» под патрон .38 Special. Особенностью его конструкции было отсутствие боковых пластин, применявшихся в моделях другими производителей револьверов. Цельный корпус придавал новому револьверу прочность, позволяющую безопасно стрелять при высоких нагрузках. Мак-Кленахан также уменьшил количество подвижных деталей и изобрёл предохранительное устройство для ударника. 
Компания располагалась в Стратфорде (Коннектикут). В 1990-х годах она обанкротилась, однако технологии и торговая марка перешли компании Charter 2000, принадлежащей семье Экер. В результате производство было револьверов Charter Arms было возобновлено в Шелтоне (Коннектикут). 
Взяв за основу базовую конструкцию Charter Arms, новая компания внесла несколько улучшений, например, использование цельного ствола и мушки. Также у новых моделей увеличено с шести до восьми число нарезов в стволе с целью увеличения скорости пули, улучшения траектории и повышения точности. Новые модели оснащены полностью заблокированной ударной системой: пистолет не может стрелять, если курок не отведён в заднее положение до упора. 
В дополнение возобновлению производства моделей .38 Special «Undercover» и .44 Special «Bulldog», компания Charter 2000 начала производство револьверов под патроны .22 Long Rifle / .22 Magnum («Pathfinder»), .357 magnum («Mag Pug») и .38 Special («Off-Duty» и «Police Bulldog»). 
В 2005 году Charter 2000 объявила, что собирается начать процедуру банкротства из-за расходов, связанных с множеством поданных против компании безосновательных исков. 
В сентябре 2005 года продажей, маркетингом и дистрибуцией продукции Charter Arms занялась компания MKS Supply. 
В 2008 году под маркой Charter Arms был выпущен новый револьверы «Patriot», предназначенный под патрон .327 Federal Magnum и имеющий две модификации:с длиной ствола 2,2 дюйма и 4 дюйма из нержавеющей стали. В августе 2011 года эта модель исчезла из каталога компании. 
Также в 2008 году было объявлено о создании нового револьвера «Charter Arms Rimless Revolver» (CARR), предназначенного для бесфланцевых патронов, таких как 9 мм, .40 S&W и .45 ACP. Первоначально первые поставки револьвера ожидались ранней весной, однако отгрузку задержали проблемы с патентами. В итоге серийное производство CARR, впоследствии получившего название «Pitbull», началось в августе 2011 года. Первые модели «Pitbull» имели ствол длиной 2,3 дюйма под патрон .40 S&W. Этот патрон был наиболее распространён в правоохранительных органах США,что позволяло использовать «Pitbull» в качестве служебного пистолета калибра .40. 
В октябре 2010 года соглашение с MKS Supply закончилось, и компания сама занялась продажами и маркетингом своей продукции. 
Во время выставки SHOT Show 2018 Charter 2000 представила модели .41 Remington Magnum «Mag Pug» и .45 Colt «Bulldog XL». 

## Историко-культурное значение
- В 1972 году Артур Бремер из револьвера .38 Special «Undercover» стрелял в губернатора Алабамы и одного из кандидатов в президенты от Демократической партии США Джорджа Уоллеса.
- В 1976—1977 годах револьвер .44 Special «Bulldog» приобрел известность как оружие серийного убийцы Дэвида Берковица[5].
- В 1980 году из револьвера .38 Special «Undercover» Марк Чепмен совершил убийство Джона Леннона[6].

## Модели
- Bulldog: .44 Special
- Bulldog XL: .45 Colt
- Target Bulldog: .357 Magnum
- Undercover: .38 Special
- Undercoverette: .32 H&amp;R Magnum
- Mag Pug: .357 Magnum и .41 Remington Magnum
- Patriot: .327 Federal Magnum
- Pathfinder: .22 LR и .22 Magnum
- Off Duty: .38 Special (аналог Undercover с укороченным ударником и массой 240 г)
- Dixie Derringer: .22 LR и .22 Magnum
- Pitbull: .45 ACP, .40 S&W и 9×19mm Luger (одинаковый корпус с Bulldog и Pug)
- Southpaw: .38 Special (аналог Undercover для левшей)[7]